# Virimi Vakatawa
Virimi Vakatawa (1 de maio de 1992) é um jogador de rugby sevens francês, de origem fijiana.

## Carreira
Virimi Vakatawa integrou o elenco da Seleção Francesa de Rugbi de Sevens, na Rio 2016, que foi 7º colocada.